# Plan (organizzazione)
Plan International è un'organizzazione umanitaria non governativa globale che opera in 50 paesi in via di sviluppo ed è impegnata in prima linea nella tutela dei diritti dell'infanzia, soprattutto delle bambine.

## Storia di Plan
- 1930 - Plan viene fondata col nome Foster Parents Plan for Children in Spain (Piano per genitori affidatari per bambini in Spagna) durante la guerra civile spagnola.
- 1940 - Durante la seconda guerra mondiale, l'organizzazione prende il nome Foster Parents Plan for War Children (Piano per genitori affidatari per i bambini della guerra) operando con base in Inghilterra per aiutare i bambini sfollati provenienti da tutta Europa. Dopo la guerra, Plan estende gli aiuti ai bambini in Francia, Belgio, Italia, Paesi Bassi, Germania, Grecia e per un breve periodo anche in Polonia, Cecoslovacchia e Cina.
- 1950 - Mentre l'Europa si risolleva, Plan gradualmente sposta le sue attività iniziando nuovi programmi nei paesi meno sviluppati. Diventa Foster Parents Plan Inc. per evidenziare l'obiettivo di apportare mutamenti duraturi nella vita dei bambini in difficoltà, quali che siano le circostanze su cui intervenire.
- 1960 - Foster Parents Plan amplia la propria attività verso i paesi del Sud America e dell'Asia. Nel 1962, la First Lady Jacqueline Kennedy diviene presidente onorario nel trentennale della fondazione.
- 1970 - Nel 1974, la denominazione internazionale diviene Plan International con programmi di aiuti distribuiti tra il Sud America, l'Asia e l'Africa.
- 1980 - Il Belgio, la Germania, il Giappone, il Regno Unito con il Canada, gli Stati Uniti, l'Australia e i Paesi Bassi diventano "paesi donatori". Plan viene riconosciuto ufficialmente dal Consiglio Economico e Sociale delle Nazioni Unite.
- 1990 - Plan apre filiali in Francia, Norvegia, Finlandia, Danimarca, Svezia e Corea.
- 2000 - Plan International diventa semplicemente Plan. Questa identità globale unificata contribuisce a rendere l'organizzazione più facilmente riconoscibile in tutto il mondo e il logo viene aggiornato per riflettere l'evoluzione del nome. A livello locale, i paesi hanno scelto di chiamarsi Plan con il nome del proprio paese.

## Storia di Plan Italia
Nel 1944, Foster Parents/Plan (così si chiamava al tempo Plan International) decide di aiutare i bambini italiani rimasti orfani o mutilati dai bombardamenti della seconda guerra mondiale, aprendo dei programmi in Italia. Si stabiliscono tre progetti a Roma e uno a Napoli, con l'obiettivo di aiutare le vittime rendendole in grado di rispondere in modo positivo alla tragedia.
Nel 1947, Elma Baccanelli apre a Roma una sede di Foster Parents/Plan, avviando un programma di adozioni a distanza per aiutare i bambini italiani, orfani di guerra, assegnandoli a cittadini americani. Tra di loro ci sono attori famosi. Grazie ai contributi ottenuti vengono impiantati arti artificiali, protesi oculari ed effettuati interventi di plastica ricostruttiva, spesso condotti negli USA. Si finanzia anche un centro a Milano, attrezzato di sala operatoria, grazie ad una donazione fatta a Foster Parents/Plan da Arturo Toscanini.
Nel marzo del 1969, a seguito del boom economico degli anni '60, Plan decide che non è più necessario il suo impegno in Italia e la sede romana viene chiusa.
Nel 2012, Plan torna in Italia per aiutare i bambini e le bambine dell'Africa, dell'America Latina e dell'Asia, mettendo in contatto persone di tutto il mondo con lo scopo di creare una comunità globale che riconosca, affronti e si impegni a garantire loro bisogni e diritti.